# Cyneoterpna alpina
Cyneoterpna alpina là một loài bướm đêm trong họ Geometridae.